# Szczołkowo
Szczołkowo (ros. Щёлково) – miasto w Rosji, w obwodzie moskiewskim, nad rzeką Klaźmą (dopływ Oki), około 35 kilometrów na północny wschód od Moskwy. Liczy 126 tys. mieszkańców (2020); przemysł włókienniczy, chemiczny (m.in. farmaceutyczny), metalowy, maszynowy; w pobliżu złoże dolomitów. Prawa miejskie otrzymało w 1925.

## Miasta partnerskie
- Browary, Ukraina
- Hemer, Niemcy
- Talsi, Łotwa
- Lohja, Finlandia